# Либертарианска партия (САЩ)
Либертарианската партия (на английски: Libertarian Party) е политическа партия в Съединените щати, която насърчава гражданските свободи, икономическата среда лесе-фер при капитализма, и се бори за ограничаването на размера и влиянието на правителството. Партията се създава през август 1971 г. на срещи в дома на Дейвид Ф. Нолан в Уестминстър, Колорадо. Регистрирана е на 11 декември 1971 г. в Колорадо Спрингс. Организаторите на партията черпят вдъхновение от трудовете и идеите на изтъкнатия икономист от австрийската школа Мъри Ротбард. Една от причините за създаването на партията са опасения относно администрацията на Ричард Никсън, войната във Виетнам, наборната военна служба и въвеждането на фиатната система на валутата.